# UFC 188
UFC 188: Velasquez vs. Werdum fue un evento de artes marciales mixtas celebrado por Ultimate Fighting Championship el 13 de junio de 2015 en el Arena Ciudad de México, en Ciudad de México, México.

## Historia
El evento estelar contó con el combate por la unificación del campeonato de peso pesado entre Caín Velásquez y Fabrício Werdum. El combate tenía previsto celebrarse el 15 de noviembre de 2014 en UFC 180, pero Velásquez sufrió una lesión en la rodilla y Mark Hunt se enfrentó a Werdum por el título interino.

## Resultados
1. ↑  Por el Campeonato de Peso Pesado de UFC.

## Premios extra
Cada peleador recibió un bono de $50,000.
- Pelea de la Noche: Yair Rodríguez vs. Charles Rosa
- Actuación de la Noche: Fabrício Werdum y Patrick Williams